# Furcifer campani
Furcifer campani is een hagedis uit de familie kameleons (Chamaeleonidae).

## Naam en indeling
De wetenschappelijke naam van de soort werd voor het eerst voorgesteld door Alfred Grandidier in 1872. Oorspronkelijk werd de wetenschappelijke naam Chamaeleo campani gebruikt en later werd de soort beschreven onder naam Chamaeleo octotaeniatus.
De soortaanduiding campani is een eerbetoon aan de in Madagaskar wonende Fransman Dominique Campan. In andere talen wordt de soort 'juweelkameleon' genoemd vanwege de bonte en afstekende kleurpatronen, zoals het Engelse 'jeweled chameleon'.

## Uiterlijke kenmerken
De kleur van deze kameleon varieert van lichtgroen tot donkerbruin met drie bleke banden die horizontaal langs de flanken lopen. De kleur tussen de flankstrepen is donkerder en is voorzien van duidelijk uitstekende ronde schubben. Deze hebben een witte kleur en doen enigszins aan ingelegde parels. De bovenste rij schubben van de kammen boven de ogen hebben soms een helderrode kleur. Het is een relatief kleine soort; zowel de mannetjes als de vrouwtjes bereiken een totale lichaamslengte van ongeveer veertien centimeter.

## Levenswijze
Furcifer campani is overdag actief en schuilt 's nachts in de begroeiing. De solitaire mannetjes zijn vaak agressief tegenover soortgenoten. Ze laten dit merken door een drastische kleurverandering en een agressieve lichaamshouding waarbij de bek wordt opengesperd.

## Verspreiding en habitat
Deze kameleon is endemisch in het Centraal Hoogland van Madagaskar. Het areaal beslaat een oppervlakte van ongeveer 14.500 km² van Ankaratra tot het nationaal park Andringitra ten zuiden van Antananarivo. De habitat bestaat uit droge tropische en subtropische graslanden en droge tropische en subtropische scrublands.
De soort is aangetroffen op een hoogte van ongeveer 1850 tot 2650 meter boven zeeniveau. Furcifer campani komt vaak samen voor met de tapijtkameleon (Furcifer lateralis).

## Beschermingsstatus
Door de internationale natuurbeschermingsorganisatie IUCN is de beschermingsstatus 'kwetsbaar' toegewezen (Vulnerable of VU). De habitat van de kameleon wordt bedreigd en de dieren worden gevangen voor illegale handel in exotische dieren. Tussen 1977 en 2001 werden meer dan 10.000 exemplaren gevangen en geëxporteerd. Export van deze soort is sinds 1995 officieel verboden.